# Siringa
|  | Per a altres significats, vegeu «Siringa (desambiguació)». |

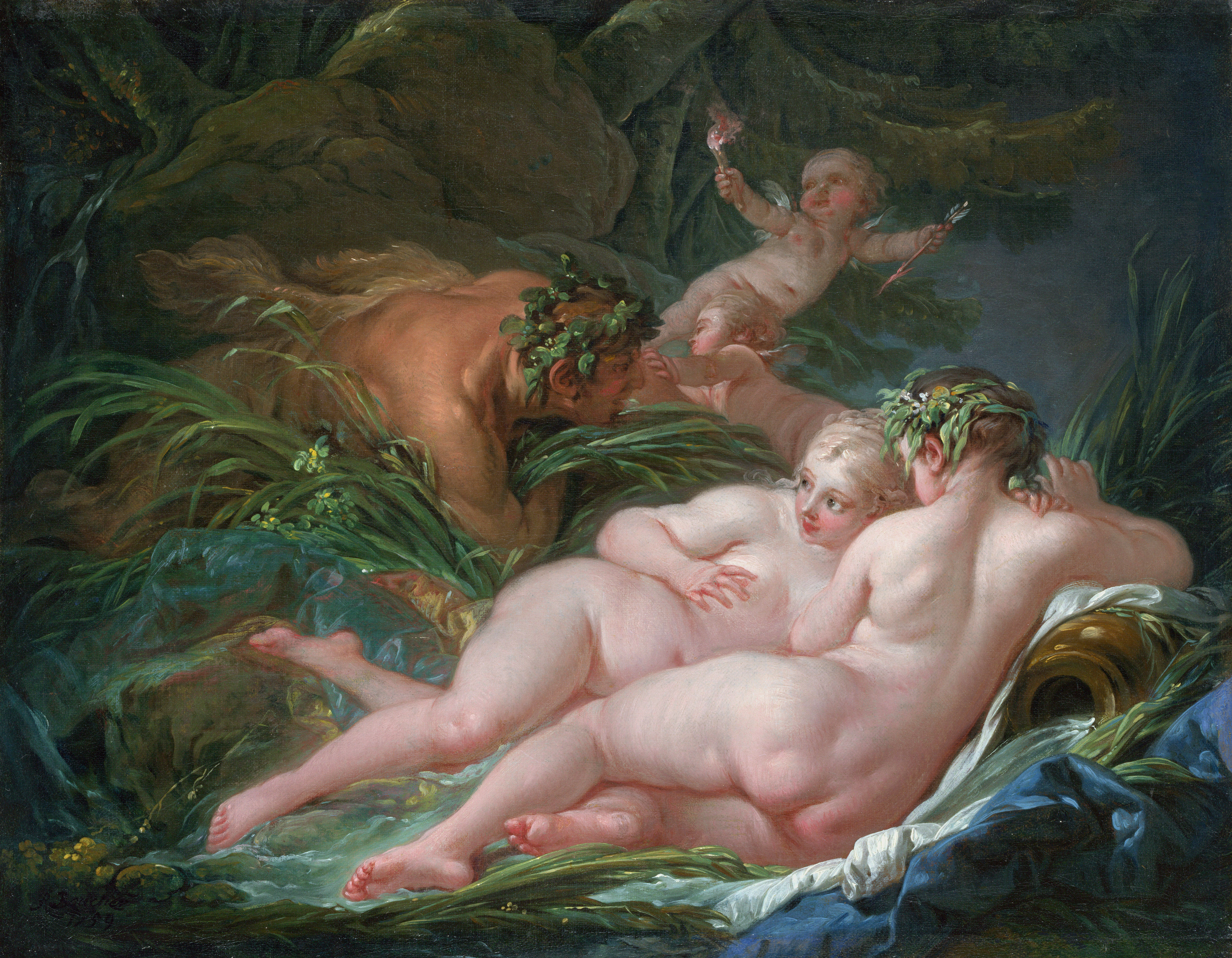
Pan i Siringa.

En la mitologia grega, Siringa o Sírinx (Sýrinx en grec antic Σΰριγξ) era una nàiade d'Arcàdia filla del Ladó a qui agradava caçar amb arc.
El déu Pan la va trobar un dia quan baixava del mont Liceu, se'n va enamorar i va començar a perseguir-la fins que la nimfa es va llançar al riu Ladó. Allà, acorralada, va demanar ajuda a les seves germanes les nimfes, qui, commogudes, la van convertir en un canyar.
Quan Pan va arribar només va poder abraçar les canyes gronxades pel vent i la remor que produïen li va agradar tant que va decidir construir un nou instrument musical amb elles. Així va crear la siringa (anomenada així en record de la nimfa) que en català també s'anomena flabiol de canons o flauta de Pan (conjunt de diverses flautes paral·leles unides).
Es contava també que prop d'Efes, hi havia una cova on Pan hi havia deixat la primera siringa. En aquesta cova es provava la virginitat de les noies que afirmaven ser-ho. Se les tancava a l'interior i si eren realment verges, se sentien els sons harmoniosos de la siringa dins la cova. La porta s'obria tota sola i la donzella apareixia coronada amb branques de pi, símbol de Pan. Si no ho era, se sentien crits fúnebres i quan s'obria la cova al cap d'uns quants dies, la jove havia desaparegut.